# Steel Pulse
Steel Pulse é um grupo de reggae britânico fundado em 1975. Uma de suas canções, "Born Fe Rebel" (do álbum African Holocaust), figurou na trilha sonora de Tony Hawk's Underground 2.

## Discografia

### Álbuns
- Handsworth Revolution (1978)
- Tribute to the Martyrs (1979)
- Caught You (1980)
- True Democracy (1982)
- Earth Crisis (1984)
- Babylon the Bandit (1986) Vencedor do Prêmio Grammy - Melhor Banda de Reggae
- State of Emergency (1988)
- Victims (1991)
- Vex (1994)
- Rage and Fury (1997)
- African Holocaust (2004)
- Jah Way (2014)

### Álbuns ao vivo
- Rastafari Centennial - Live In Paris (Elysee Montmartre) (1992)
- Living Legacy (1999)

### Coletâneas
- Short Circuit - Live at the Electric Circus (1977)
- Urgh! A Music War (1981)
- Reggae Greats (1984)
- Smash Hits (1993)
- Rastanthology (1996)
- Sound System: The Island Anthology (1997)
- Ultimate Collection (2000)
- 20th Century Masters: The Millennium Collection: The Best of Steel Pulse (2004)

### Singles
- "She Wants Me" (2008)
- "Down For Nothing" (2005)
- "Blast Your Radio" (2004)
- "Awakening" (2004)
- "Damn It Feels Good" (2004)
- "Gotta Question For Ya" (2001)
- "Never Fallin'" (2001)